# Deba bōchō

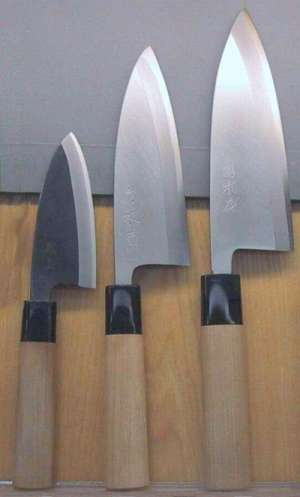
Deba bōchō de diferents grandàries

Els ganivets deba bōchō (出刃包丁, lit. 'ganivet de trinxar amb punta') són ganivets de cuina japonesos emprats per tallar peix, però també pollastre i carn. N'hi ha diferents mides, que atenyen fins a 33 cm.
El deba bōchō va aparèixer per primera vegada durant el període Edo a Sakai (Osaka).